# Радмила Пашич
Радмила Пашич (на македонска литературна норма: Радмила Пашиќ) е видна археоложка от Република Македония.

## Биография
Пашич е родена на 27 ноември 1931 година в стружкото село Подгорци, тогава в Кралство Югославия. Завършва археология във Философския факултет на Белградския университет в 1956 година. Магистърска теза защитава в 1981 година. От 1956 година работи в Народния музей в Охрид. След това работи като кустос в Музея на Македония от 1963 година до 1996 година.
Радмила Пашич прави археологически проучвания и разкопки на много археологически обекти: античния и средновековен град Просек край Демир Капия, гевгелийските Сува река, Милци и Дедели, античното селище и крепост Хисар при Марвинци, Сопот, Винишкото кале, археологически обекти край Нерези и Студеничани.
Умира в 2015 година.